# John Brayford
John Brayford (Stoke-on-Trent, 29 dicembre 1987) è un ex calciatore inglese, di ruolo difensore.

## Carriera
Il 13 ottobre 2008 il Crewe Alexandra lo preleva in cambio di € 10.000. Nel luglio 2010 il Derby County si assicura le prestazioni di Brayford per € 0,6 milioni e il 26 luglio 2013 è ceduto a titolo definitivo al Cardiff City, in Premier League, per € 1,8 milioni.

## Palmarès

### Individuale
- Squadra dell'anno della PFA: 1

League Two 2009-2010